# Cunimund gepida király
Cunimund, más írásmóddal Kunimund (? – 567) gepida király 555-től haláláig.
Thurisind király fiatalabb fia. Kunimund a gepida királyság székhelyét Sirmiumba helyezte át, ahol monogramjával ellátott ezüstpénzt is veretett – ezek csak a Szerémségben terjedtek el. Udvara híres volt a korabeli germán világban. I. Justinianus császár halála (565. november) után Alboin király a longobárdok számára kívánta megszerezni Pannonia Secundát, váratlan támadással Kunimundot megverte és Sirmiumba szorította. II. Justinus császár (565–578) Kunimund ígéretére, hogy segítség esetén önként átadja a várost és Pannonia Secundát, a bizánciak megsegítik, s együttesen vereséget mérnek Alboinra (566). Miután népe ellenkezése miatt Sirmiumot nem volt képes átadni a bizánciaknak, a következő évben Kunimund és a gepidák magukra maradnak a longobárd–avar szövetség támadásával szemben. A longobárd források egy része szerint Kunimundot Alboin ölte meg és korabeli szokás szerint koponyájából ivóserleget készíttetett, ezt azonban más korabeli források nem erősítik meg.